# Прокол (фільм)
Прокол (англ. Blow Out) — американський трилер 1981 року режисера Брайана Де Пальми.

## Сюжет
Молодий чоловік Джек Террі звукорежисер, який працює над фільмами жахів. Одного вечора він вирушає в парк, щоб записати необхідні звуки для нового фільму. Несподівано він бачить, як з мосту в річку на повній швидкості падає автомобіль. Джек рятує із затонулої машини Саллі. У лікарні він дізнається, що в машині загинув кандидат у Президенти США. Почавши прослуховувати записану плівку, Джек несподівано чує звук, схожий на постріл. Він розповідає про свої підозри поліції, але йому не вірять. Джек вирішує самотужки з'ясувати правду.

## У ролях
| Актор                | Роль               |
| -------------------- | ------------------ |
| Джон Траволта        | Джек Террі         |
| Ненсі Аллен          | Саллі              |
| Джон Літгоу          | Берк               |
| Денніс Франц         | Менні Карп         |
| Пітер Бойден         | Сем                |
| Курт Мей             | Донахью            |
| Джон Акіно           | детектив Маккі     |
| Джон МакМартін       | Лоуренс Генрі      |
| Дебора Евертон       | повія              |
| Дж. Патрік МакНамара | детектив у лікарні |

## Цікаві факти
- Спочатку на роль Джека Террі режисер Брайан Де Пальма вибрав Аль Пачіно.
- Протягом знімання фільму у Джона Траволти було хронічне безсоння.
- Під час монтажного періоду дві котушки плівки зі знімальним матеріалом епізоду Параду Свободи були вкрадені. Їх так і не змогли знайти. Знадобилося ще 750 тис. доларів, щоб перезняти ці сцени. Оператор Вілмош Жигмонд в цей час вже був зайнятий іншим проєктом, і його замінив Ласло Ковач.
- У французькій версії фільму Джона Траволту дублював Жерар Депардьє.
- Частина музики була запозичена для фільму «Планета страху» (2007).